# Stettenhof (Mödingen)
Der Stettenhof ist ein Bauernhof nordöstlich der Gemeinde Mödingen im schwäbischen Landkreis Dillingen. 
Er wurde erstmals 1239 als Weiler Stetten erwähnt.
Der Stettenhof ist heute ein bekannter Bauernhof, der als Archehof bewirtschaftet wird. Gleichzeitig ist er Außerschulischer Lernort und über die Region hinaus bekannt als Jugendlager für Sport- und Musikfreizeit.

## Geografie
Das Gebiet liegt am südlichen Abhang der Schwäbischen Alb.
Naturräumlich gehört es zum Bereich Lonetal-Flächenalb (Niedere Alb), welche Teil des Alpenvorlandes ist.

## Bauten
Siehe auch: Liste der Baudenkmäler in Stettenhof
Das älteste Gebäude, erbaut im 18. Jahrhundert, ist das repräsentative Wohnhaus. Das zweistöckige, sechsachsige Haus hat ein mit Ziegeln gedecktes Mansardwalmdach mit Dachgauben.
Das Gebäude Stettenhof 10 besteht aus drei aneinandergebauten Häusern mit unterschiedlichen Firsthöhen, jeweils zwei Stockwerken und steilen mit Ziegeln gedeckten und Gauben versehenen Satteldächern.
Die Scheune stammt aus dem 19. Jahrhundert. Die aus Bruchsteinmauerwerk bestehende ehemalige Hofummauerung ist teilweise erhalten.
Die Stettenhofkapelle, eine Feldkapelle mit einem Dachreiter an der Stirnseite, wurde im Jahr 1929/30 nach dem Vorbild des Kirchleins von 1345 erbaut.

## Geschichte
Der Stettenhof besteht seit mehr als 750 Jahren. Er wurde erstmals 1239 erwähnt, als Eigentum des Thiemo von Hohenburg bei Fronhofen. Das zugehörige Kirchlein gehörte damals dem Chorherrn Berthold bei St. Moritz, Bistum Augsburg.
1246 wurde der Weiler durch einen Stiftungsbrief des Grafen Hartmann IV. von Dillingen mit allen Gütern dem Kloster Mödingen der Pfarrei Mödingen zugeordnet. Wegen der Einsamkeit des Ortes wurde das Kirchlein in Stetten zugeordnet.
1259 schenkte der Chorherrn Berthold dem nahe gelegenen Kloster die Kapelle.
1262 verkaufte die Witwe des Thiemo, Luitgardis von Hohenburg, die Schwaige für 150 Gulden an das Kloster.
Nach einem Wiederaufbau erfolgte 1345 die Einweihung des Kirchleins als Frauenstetten oder Mariastetten. Der Versuch, 1542 die Reformation einzuführen, scheitert wegen des Widerstandes der Klosterschwestern.
1600 wurde die Kapelle für 100 Gulden verkauft und als Getreidespeicher genutzt.
Nach den Wirren des Dreißigjährigen Kriegs baute man die Kapelle 1658 wieder auf. 
1715 begann man mit dem Neubau des verfallenen Stettenhofes 
1802 gelangte der Weiler durch Säkularisation in staatlichen Besitz, ehe er 1806 durch das Kurfürstentum Bayern an den Freiherrn Gravenreuth aus Ulm verkauft wurde.